# Palamuse
Palamuse (jusqu’en 1920 : Sankt-Bartholomäi, en allemand) est un petit bourg situé en Estonie, à l’est du pays dans la région de Jõgeva. C’est aujourd’hui le centre administratif de la commune de Palamuse qui comprend une vingtaine de villages.

## Démographie
Sa population était de 598 habitants au 1er janvier 2007.
Au 31 décembre 2011, il compte 472 habitants.

## Historique
Le village a été mentionné pour la premièe fois par écrit en 1234, du temps des chevaliers Porte-Glaive qui fondent une paroisse dédiée à saint Barthélémy (sankt Bartholomäi).
L’écrivain estonien Oskar Luts, natif du hameau voisin de Järvepera, fut écolier au village entre 1895 et 1899, à l’époque de l’Empire russe. L’ancienne école du village est aujourd’hui un musée consacré à l’écrivain, depuis 1987.

## Architecture
L’église Saint-Barthélémy est l’une des églises construites en pierre parmi les plus anciennes du pays (XIIIe siècle). Elle est restaurée au XVe siècle en style gothique et comprend un autel baroque remarquable.